# Vaujours

Położenie Vaujours w ramach aglomeracji paryskiej

Vaujours – miejscowość i gmina we Francji, w regionie Île-de-France, w departamencie Sekwana-Saint-Denis.
Według danych na rok 1990 gminę zamieszkiwały 5214 osoby, a gęstość zaludnienia wynosiła 1379 osób/km² (wśród 1287 gmin regionu Île-de-France Vaujours plasuje się na 320. miejscu pod względem liczby ludności, natomiast pod względem powierzchni na miejscu 768.).

## Współpraca
Miejscowość partnerska:
- Court-Saint-Étienne, Belgia